# Colombier (Loire)
Colombier é uma comuna francesa na região administrativa de Auvérnia-Ródano-Alpes, no departamento de Loire. Estende-se por uma área de 17,86 km². Em 2010 a comuna tinha 304 habitantes (densidade: 17 hab./km²).